# Sankt Michael in Obersteiermark
Sankt Michael in Obersteiermark, St. Michael in Obersteiermark – gmina targowa w Austrii, w kraju związkowym Styria, w powiecie Leoben. Liczy 2988 mieszkańców (1 stycznia 2015).